# Modello generale della circolazione atmosferica

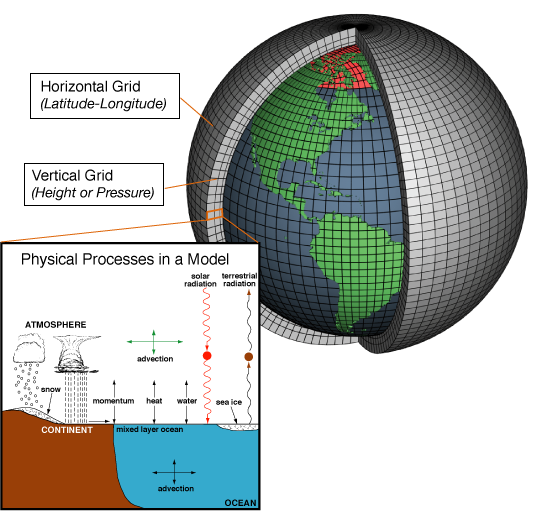
I modelli climatici sono sistemi di equazioni differenziali basati sulle leggi della fisica, dinamica dei fluidi e chimica. Per far funzionare un modello, la Terra viene suddivisa con una griglia tridimensionale, si applicano le equazioni base e si valutano i risultati. I modelli atmosferici calcolano i venti, il trasferimento termico, la radiazione solare, l'umidità relativa e l'idrologia di superficie entro ogni griglia e si valutano le interazioni con le celle confinanti.

Il modello generale della circolazione atmosferica (nella letteratura scientifica internazionale normalmente abbreviato in AGCM, acrostico della terminologia in lingua inglese Atmospheric General Circulation Model) è un tipo di modello del clima utilizzato in meteorologia e climatologia che, partendo dalla situazione climatica in un dato istante, permette di elaborare i cambiamenti climatici atmosferici nel breve periodo.
È una suddivisione del più vasto modello generale della circolazione e si occupa specificamente delle dinamiche atmosferiche. La sua controparte relativa alla componente marina del clima è il modello generale della circolazione oceanica. Il lavoro pionieristico in questo campo si rifà alle prime versioni sviluppate da Syukuro Manabe e Kirk Bryan del Geophysical Fluid Dynamics Laboratory (GFDL) a Princeton nel New Jersey.

## Modelli integrati
I modelli generali atmosferici (AGCM) e oceanici (OGCM) possono essere accoppiati per formare un "Modello generale della circolazione accoppiato atmosfera-oceano" (CGCM o AOGCM). Con l'aggiunta di sub-modelli come il modello per il ghiaccio della banchisa o il  modello per l'evapotraspirazione sopra il terreno, gli AOGCM diventano la base per un modello completo del clima. Gli AOGCM rappresentano il vertice della complessità nei modelli climatici e analizzano quanti più processi è possibile. Tuttavia sono ancora in fase di sviluppo e rimangono ancora alcune incertezze. Possono essere accoppiati a modelli di altri processi, come il ciclo del carbonio, per meglio modellizzare gli effetti di ritorno. Questi modelli integrati multisistema sono a volte chiamati "modelli del sistema Terra" o "modelli globali del clima".

## Struttura
Il modello generale della circolazione atmosferica utilizza un modello matematico della circolazione generale dell'atmosfera planetaria sotto forma di equazioni primitive dei moti atmosferici su una sfera rotante per processi termodinamici da varie sorgenti, come trasferimento radiativo, calore latente; vengono utilizzate parametrizzazioni per quei processi, come la convezione, che avvengono su scale troppo piccole per essere risolte direttamente. Le equazioni di Navier-Stokes sono le basi per i programmi computerizzati usati per simulare il comportamento dell'atmosfera terrestre.
Un modello generale della circolazione semplificato (SGCM) consiste di un nucleo dinamico che correla proprietà come la temperatura a altre proprietà come la pressione e la velocità di spostamento delle masse d'aria. I programmi computerizzati risolvono le equazioni primitive sulla base di input dell'energia e della sua dissipazione sotto forma di attrito, in modo che le onde atmosferiche con alti numeri d'onda sono le più attenuate. Questi modelli possono essere utilizzati per lo studio dei processi atmosferici, ma non sono adatti per ricavarne proiezioni climatiche. 
Gli AGCM invece modellano l'atmosfera (ma contengono anche una componente della superficie terrestre) usando una temperatura superficiale marina pre-imposta, e possono includere anche la chimica dell'atmosfera.
Il nucleo dinamico degli AGCM include le equazioni del moto dei fluidi per:
- pressione superficiale
- componenti orizzontali della velocità negli strati
- temperatura e vapor acqueo negli strati
- irraggiamento, suddiviso in onde solari o a corta lunghezza d'onda e onde terrestri, infrarosse e lunghe
- parametrizzazione per:
  - convezione
  - processi alla superficie terrestre
  - albedo
  - idrologia
  - copertura nuvolosa

I modelli generali contengono equazioni di previsione che sono funzione del tempo (vento, temperatura, umidità, pressione) assieme a equazioni diagnostiche che vengono valutate per un periodo di tempo specifico. Ad esempio la pressione può essere diagnosticata per ogni altezza atmosferica applicando l'equazione idrostatica tra la pressione alla superficie e quella all'altezza considerata. La pressione viene utilizzata per calcolare la forza del gradiente di pressione nelle equazioni dei venti in funzione del tempo.